# Liste von Mühlen an der Schwarzen Elster

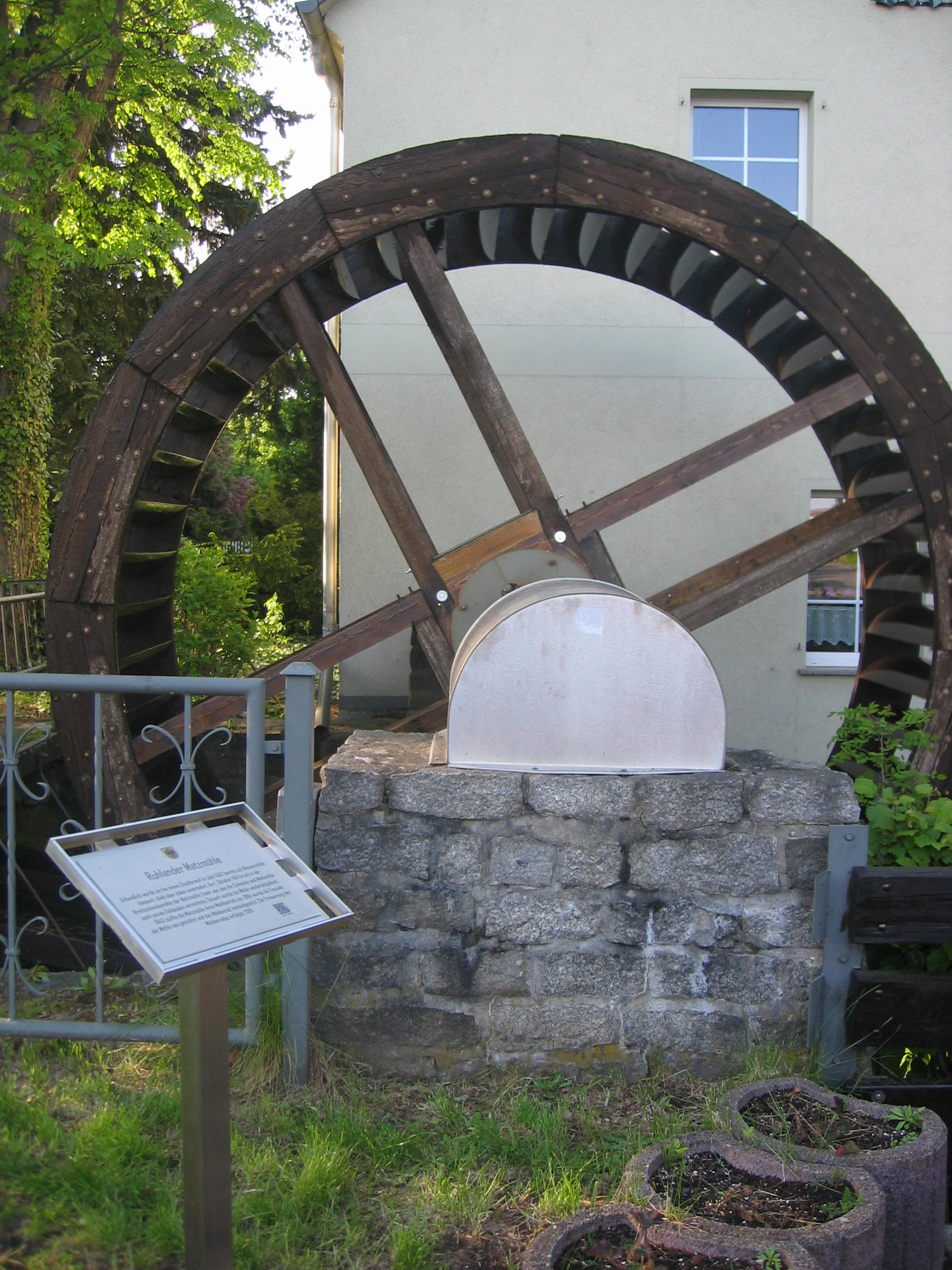
Mühlrad der Matzmühle am Ruhlander Schwarzwasser

Die Liste von Mühlen an der Schwarzen Elster gibt eine Übersicht über die historischen Wassermühlen an der  Schwarzen Elster, der Kleinen Elster sowie am Ruhlander Schwarzwasser unabhängig davon, ob sie noch existieren oder bereits verfallen und abgerissen sind. Es wurden etwa 70 Mühlenstandorte an der Schwarzen Elster und deren Zuflüssen erfasst. Viele Mühlen existieren nicht mehr, einige sind umgebaut und dienen anderen Zwecken.
Bei Mühlen, die unter Denkmalschutz stehen, kann über die ID-Nummer der jeweilige Denkmaltext aus der sächsischen Denkmalliste aufgerufen werden. Die historische Bedeutung der Mühlen als Einzeldenkmale ergibt sich aus dem Denkmaltext des Landesamts für Denkmalpflege Sachsen.

## Legende
- Bild: zeigt ein Bild der Mühle und gegebenenfalls zusätzlich einen Link zu weiteren Fotos im Medienarchiv Wikimedia Commons.
- Bezeichnung: Name der Mühle und gegebenenfalls Bauwerksname des Kulturdenkmals
- Lage: Ortsteil bzw. Gemarkung sowie Straßenname und Hausnummer. Der Link Karte führt zur Kartendarstellung.
- Datierung: gibt das Jahr der Fertigstellung oder den Zeitraum der Errichtung an.
- Beschreibung: Angabe baulicher und geschichtlicher Einzelheiten, von Denkmaleigenschaften sowie ehemaligen Besitzern oder Bewohnern der Mühle
- ID: Falls die Mühle ein Kulturdenkmal ist, ist hier die ID-Nr. des Landesamts für Denkmalpflege Sachsen angegeben. Ein ggf. vorhandenes Icon  führt zu den Angaben bei Wikidata.

## Liste von Mühlen an der Schwarzen Elster
Die Liste der ehemaligen Mühlen ist entsprechend der örtlichen Lage am Flusslauf von der Quelle zur Mündung gegliedert.

| Bild                                    | Bezeichnung                         | Lage                                                | Datierung         | Beschreibung | ID                       |
| --------------------------------------- | ----------------------------------- | --------------------------------------------------- | ----------------- | --- | ------------------------ |
|                                         | Standort der ehm. Kindisch-Mühle    | Kindisch (OT von Elstra), Am Mühlgraben (Karte)     |                   | ehem. Kindisch-Mühle, von 1640 bis 1875 im Besitz der Familie Richter, danach der Fam. Freudenberg; später Gaststätte und Bäckerei (mit Schornstein), vollständig abgebrochen, genaue Lage unklar |                          |
| Weitere Bilder                          | Merlinmühle Rauschwitz              | Rauschwitz (OT von Elstra), Mühlweg 6 (Karte)       |                   | ehem. Merlinmühle oder Ölmühle Rauschwitz |                          |
| Weitere Bilder                          | Riesigmühle Rauschwitz              | Rauschwitz, Mühlweg 5 (Karte)                       | 1912              | ehem. Riesigmühle (oder Rießigmühle, auch Weitzmannmühle) Rauschwitz, Schneidemühle. Wohnhaus und Seitengebäude der ehemaligen Mühle; jetziges Wohnhaus nach Brand 1912 an Stelle des früheren Wohnmühlengebäudes errichtet (ohne Mühlenfunktion), Seitengebäude Obergeschoss Fachwerk, baugeschichtlich und ortsgeschichtlich von Bedeutung. | 09225930                 |
|                                         | Hagermühle Gödlau                   | Gödlau (OT von Elstra) (Karte)                      |                   | ehem. Hagermühle Gödlau, ab 1910 Großbäckerei |                          |
| Weitere Bilder                          | Erlichtmühle Elstra                 | Elstra, Weiße Mauer 7 (Karte)                       |                   | ehem. Erlichtmühle Elstra, Säge- und Schneidemühle, zwei Mühlgräben: Schwarze Elster und Kesselwasser, jetzt Wohnhaus |                          |
| Weitere Bilder                          | Rote Mühle Elstra (Auszugshaus)     | Elstra, Klosterstraße 10 (Karte)                    | 1836              | ehem. Rote Mühle Elstra, herrschaftliche Mühle mit Mahlzwang für Elstra, Mahlmühle und Sägemühle, derzeitiger Stadtteich ist der Rest des ehem. Mühlteichs, vollständig abgebrochen; nur Auszugshaus der ehemaligen Mühle erhalten; Obergeschoss Fachwerk verbrettert, bau- und ortsgeschichtlich von Bedeutung. | 09226255                 |
| Weitere Bilder                          | Hainmühle oder Hommelmühle Elstra   | Elstra, Hainmühlenweg 4 (Karte)                     | 1602              | ehem. Hainmühle oder Hommelmühle Elstra, bis in die 1960er Jahre in Betrieb, wird derzeit restauriert; Mühlenanwesen mit Wohnmühlenhaus, ehemaliger Ölmühle einschließlich vorhandener Mahltechnik und Resten der wassertechnischen Anlage sowie Seitengebäude; Wohnmühlengebäude mit Wappen der Äbtissin Anna Margareta Dornin und Insignien des Müllerhandwerks über der Eingangstür, frühere Ölmühle mit Radkammer in Bruchsteinmauerwerk zwischen Mahl- und Ölmühle, seit 1661 zum Kloster Marienstern gehörend, Wohnmühlengebäude Bruchsteinmauerwerk, Ölmühle, Obergeschoss Lehmstaken-Fachwerk, Satteldach mit Biberschwänzen, Stallgebäude Obergeschoss Fachwerk, teilweise überputzt, baugeschichtlich, sozialgeschichtlich und ortsgeschichtlich von Bedeutung. | 09228408                 |
| Weitere Bilder                          | Hustig-Mühle                        | Prietitz (OT von Elstra), Hauptstraße 11-13 (Karte) |                   | ehem. Hustig-Mühle, alte Erbzinsmühle derer von Ponickau; jetzt zum Wohnhaus umgebaut |                          |
|                                         | Dammmühle Prietitz                  | Prietitz (OT von Elstra), Dammmühlenweg (Karte)     | 1783              | ehem. Dammmühle Prietitz, Gebäude und teils neuere Ausstattung erhalten, wird z. Z. saniert |                          |
| Weitere Bilder                          | Burgmühle oder Weinertmühle Wiesa   | Wiesa, Bischofswerdaer Straße 53 (Karte)            | 1823              | ehem. Burgmühle oder Weinertmühle Wiesa, Mühlenkomplex bestehend aus Getreidemühle mit Backhaus, Mühlentechnik, Wasserrad und Reste eines Mühlgrabens sowie Schneidemühle und Müllerwohnhaus; Mahlmühle mit parallel gelegener Schneidemühle, Mühlgraben noch erkennbar, Backhaus mit altdeutschem Backofen, charakteristisches und weitgehend vollständig erhaltener Mühlenkomplex, älteste Kamenzer Wassermühle, ortsgeschichtlich und technikgeschichtlich von Bedeutung. | 09227782                 |
| Direkt Bild zu diesem Denkmal hochladen | Walkmühle Kamenz                    | Kamenz, Bautzner Straße (Karte)                     |                   | ehem. Walkmühle Kamenz, unterhalb des Tuchmacherteichs, genaue Lage unklar |                          |
|                                         | Große Mühle oder Burgmühle Kamenz   | Kamenz, Mühlweg 7 (Karte)                           | 18. Jh.           | ehem. Burgmühle (auch Schlossmühle oder Große Mühle) Kamenz, abgerissen; Einfriedung einer ehemaligen Mühle; Wohnmühlengebäude und Nebengebäude abgerissen, ortsbildprägend. | 09227819                 |
|                                         | Spittelmühle Kamenz                 | Kamenz, Jahnstraße 15 (Karte)                       |                   | ehem. Spittelmühle Kamenz, später Tuchfabrik mit Fabrikgebäude, Kontor und Nebengebäude; Nachfolgebetrieb des bei dem Stadtbrand 1842 zerstörten und seit dem 14. Jh. urkundlich belegten Mühlenstandort auf der ehemaligen Flur Spittel, eine der ersten Fabrikgründungen der für das Tuchmacherhandwerk bekannten Stadt Kamenz, 1933 kurzzeitig auch "Schutzhaftlager" für NS-Gegner; ortsgeschichtlich und industriegeschichtlich von Bedeutung. | 09227681                 |
|                                         | Ende-Mühle oder Entenmühle Kamenz   | Kamenz, Jesauer Straße 11 (?) (Karte)               |                   | ehem. Endemühle Kamenz (auch Entenmühle genannt), genaue Lage unklar |                          |
|                                         | Mühle Jesau                         | Jesau, Neschwitzer Straße (Karte)                   |                   | ehem. Mühle Jesau, genaue Lage unklar |                          |
| Weitere Bilder                          | Schiedeler Mühle                    | Schiedel, Teichstraße 23 (Karte)                    | um 1820           | ehem. Mühle Schiedeler Mühle; Mühlengebäude mit seitlichem Anbau und Scheune; Mühle Putzbau mit klassizistischer Haustür, baugeschichtlich und ortsgeschichtlich von Bedeutung. | 09284043                 |
| Weitere Bilder                          | Alte Mühle Milstrich                | Milstrich, Mittelstraße (Karte)                     | 1. Hälfte 19. Jh. | ehem. Alte Mühle Milstrich, Seitengebäude und Verbindungsbau über dem Mühlgraben sowie Mühlgraben und Mühlrad eines Mühlenanwesens; Seitengebäude Obergeschoss Fachwerk, ruinös, baugeschichtlich und ortsgeschichtlich von Bedeutung. | 09284084                 |
| Direkt Bild zu diesem Denkmal hochladen | Mühle Döbra                         | Döbra, Mühlstraße 4 (Karte)                         |                   | ehem. Mühle Döbra |                          |
| Direkt Bild zu diesem Denkmal hochladen | Mühle Skaska                        | Skaska, Sportplatzweg 18 (Karte)                    |                   | ehem. Mühle Skaska |                          |
| Direkt Bild zu diesem Denkmal hochladen | Krebsmühle Trado                    | Trado, Dorfallee 26 (Karte)                         | 1788              | ehem. Krebsmühle Trado, mit denkmalgeschütztem Stampftrog der ehemaligen Hirsestampfe; technikgeschichtlich von Bedeutung. | 09228485                 |
| Weitere Bilder                          | Sollschwitzer Mühle                 | Sollschwitz 80 (Karte)                              |                   | ehem. Sollschwitzer Mühle |                          |
| Weitere Bilder                          | Saalauer Mühle                      | Saalau 23 (Karte)                                   | 1843              | ehem. Saalauer Mühle, Mühle, Seitengebäude, Scheune und Mühlentechnik; in seiner Struktur erhaltener Vierseithof in exponierter Lage, umfangreiche technische Ausstattung, Zeugnis des dörflichen Mühlenwesens des 19. und 20. Jahrhunderts, ortsgeschichtlich und technikgeschichtlich von Bedeutung. | 08990511                 |
| Weitere Bilder                          | Mühle Hoske                         | Hoske 19 (Karte)                                    | 2. Hälfte 19. Jh. | ehem. Mühle Hoske, Mühle, zwei Seitengebäude, Scheune und Steindeckerbrücke; großer, in seiner Struktur erhaltener Vierseithof, das Mühlenhaus mit einer aufwendigen Fassadengestaltung, besonders an der Giebelseite, baugeschichtlich, ortsgeschichtlich und technikgeschichtlich von Bedeutung, zweifeldrige Steinbalkenbrücke aus Granitdeckern aufgrund der Bauwerkslänge von Seltenheitswert. | 08990557                 |
| Weitere Bilder                          | Scheckthaler Mühle                  | Scheckthal, OT von Oßling Mühlweg 3-7 (Karte)       |                   | ehem. Scheckthaler Mühle |                          |
| Weitere Bilder                          | Niedermühle Zeißholz                | Zeißholz, OT von Bernsdorf (Karte)                  |                   | ehem. Niedermühle Zeißholz, OT von Bernsdorf, genaue Lage unklar |                          |
| Weitere Bilder                          | Schowtschickmühle Wittichenau       | Wittichenau, Schowtschickweg 1 (Karte)              |                   | ehem. Schowtschickmühle Wittichenau; Mühlenhof und Mühlentechnik; Vierseithofanlage, z. T. mit Fachwerk, im Kern sehr alt, umfassende technische Ausstattung einer Mahl- und Stampfmühle, teilweise rekonstruiert, ortshistorisch und technikgeschichtlich von Bedeutung, letztes doppeltes französisches Mahlwerk in Deutschland. | 08990482                 |
| Weitere Bilder                          | Kobermühle Wittichenau              | Wittichenau, Särchener Straße 12 (Karte)            | um 1900           | ehem. Kobermühle oder Kosslickmühle Wittichenau, Mühle und Mühlgraben sowie Mühlentechnik; heute Museum integriert, ohne neuere Anbauten, technikgeschichtlich und ortshistorisch von Bedeutung. | 08990404                 |
| Weitere Bilder                          | Stadtmühle Wittichenau              | Wittichenau, Mühlgasse 5 (Karte)                    | um 1732           | ehem. Stadtmühle Wittichenau, Wassermühle und Mühlgraben; stattlicher Baukörper, Obergeschoss Sichtfachwerk, baugeschichtlich und ortsgeschichtlich von Bedeutung. | 08990372                 |
| Weitere Bilder                          | Kletschkemühle Wittichenau          | Keula, Elsterweg 14 (Karte)                         |                   | ehem. Kletschkemühle Wittichenau |                          |
|                                         | Kummelmühle Groß Neida              | Groß Neida, An der Kummelmühle 4 (Karte)            |                   | ehem. Kummelmühle Groß Neida, benannt nach dem Besitzer Carl Kummel |                          |
| Weitere Bilder                          | Stadtmühle Hoyerswerda              | Hoyerswerda, An der Mühle (Karte)                   | 1640              | ehem. Stadtmühle Hoyerswerda, an der Alten Elster gelegen, ab 1895 firmiert unter "Zschiedrich & zur Linden", ab 1916 im Besitz der Stadt, ab 1935 im Besitz von Rudolf Nowak (1899–1963), 1972 verstaatlicht, in den 1990er Jahren abgerissen. |                          |
| Weitere Bilder                          | Wassenburger Mühle                  | Seidewinkel, Wassenburg 2 (Karte)                   |                   | ehem. Wassenburger Mühle an der Alten Elster |                          |
| Weitere Bilder                          | Mühle Neuwiese                      | Neuwiese, Elstergrund 56 (Karte)                    |                   | ehem. Mühle Neuwiese an der Alten Elster (von der Denkmalliste gestrichen) | 08990058                 |
| Direkt Bild zu diesem Denkmal hochladen | Hammermühle Weinberg                | Nardt, Weinberg (Karte)                             |                   | ehem. Hammermühle Weinberg, genaue Lage unklar (wüst) |                          |
| Weitere Bilder                          | Mühle Bröthen                       | Bröthen, Hauptstraße 27 (Karte)                     | 1874              | ehem. Mühle Bröthen. Mühlentechnik einer Wassermühle; alte Ortslage Bröthen. Die komplette historische technische Ausstattung der Mühle ist erhalten, darunter das Mahlwerk, technikgeschichtlich von Bedeutung. | 08975757                 |
| Weitere Bilder                          | Mühle Koselbruch                    | Schwarzkollm, Koselbruch 19 (Karte)                 |                   | ehem. Mühle in Koselbruch, bei Schwarzkollm, vermutlich Nr. 19, genaue Lage unklar |                          |
| Weitere Bilder                          | Krabat-Mühle Schwarzkollm           | Schwarzkollm, Koselbruch 22 (Karte)                 |                   | urspr. Brösing-Mühle Schwarzkollm, Mühlweg 2, am Brösinggraben, die sogenannte „Schwarze Mühle“, 1868 abgebrannt, danach neu errichtet und bis 1972 in Betrieb, jetzt Wohnhaus. Die Kolonie Koselbruch ist eine Ansiedlung bei Schwarzkollm, später bekannt durch die Sorbische Sage von Krabat. Die Kolonie besteht nur in einigen wenigen Höfen. Nummer 22 ist eine Neuschöpfung in einem Bereich, der bis vor wenigen Jahren nie bebaut war. Hier schuf man für touristische Zwecke den Erlebnishof Krabatmühle. Zu diesem Zwecke wurden auch woanders abgetragene Bauten hierher versetzt, u. a. eine Fachwerkscheune aus Dubring und aus Sollschwitz. Baugeschichtlich und regionalgeschichtlich von Bedeutung.                                                      | 09304197                 |
| Weitere Bilder                          | Industriemühle Schwarzkollm         | Schwarzkollm, Dorfstraße 1 (Karte)                  | 1920er Jahre      | ehem. Industriemühle Schwarzkollm. Mühle; Backsteingebäude, typische Industriemühle der Zeit nach 1900, baugeschichtlich und technikgeschichtlich von Bedeutung. Die in Backstein vom Müller der Hammermühle in Nardt gebaute Motormühle besitzt einen dreigeschossigen Hauptbau mit eingeschossigen Anbauten rechts und links. Beim Hauptbau überspannen auf allen Seiten Lisenen die Geschosse, die oben in ein breites Hauptgesims übergehen. Die Fenster weisen sämtlich Segmentbögen auf. Die Mühle ist von großer Materialästhetik und steht im Geiste der neuen Sachlichkeit. Als jüngerer, stattlicher Industriebau technikgeschichtlich und baugeschichtlich von Bedeutung.                                                                                      | 08975446                 |
| Weitere Bilder                          | Schneidemühle Laubusch              | Laubusch, Mühlenstraße 16 (?) (Karte)               |                   | ehem. Schneidemühle Laubusch am Schleichgraben, genaue Lage unklar |                          |
| Weitere Bilder                          | Koboldmühle Hosena                  | Hosena, Mühlenstraße 95 (Karte)                     |                   | ehem. Koboldmühle Hosena am Bullwiesengraben |                          |
| Weitere Bilder                          | Kortitzmühle Geierswalde            | Geierswalde, Kortitzmühle 2 (Karte)                 |                   | ehem. Kortitzmühle Geierswalde |                          |
| Weitere Bilder                          | Dorfmühle Tätzschwitz               | Tätzschwitz, Elsterstraße 29 (Karte)                |                   | ehem. Dorfmühle Tätzschwitz |                          |
| Direkt Bild zu diesem Denkmal hochladen | Wettigmühle Klein Koschen           | Kleinkoschen (Karte)                                |                   | ehem. Wettigmühle Kleinkoschen, durch Geierswalder See überflutet, genaue Lage unklar (wüst) |                          |
| Direkt Bild zu diesem Denkmal hochladen | Hammermühle Groß Koschen            | Großkoschen (Karte)                                 |                   | ehem. Hammermühle Groß Koschen (Brandenburg), durch Senftenberger See überflutet, genaue Lage unklar (wüst) |                          |
| Weitere Bilder                          | Senftenberger Stadt- oder Amtsmühle | Senftenberg (Karte)                                 |                   | ehem. Senftenberger Stadt- oder Amtsmühle, später Lehragksmühle, abgerissen | Wikidata-Objekt anzeigen |
| Weitere Bilder                          | Niemtscher Mühle                    | Niemtsch (Karte)                                    |                   | ehem. Niemtscher Mühle, jetzt Gaststätte | Wikidata-Objekt anzeigen |
| Direkt Bild zu diesem Denkmal hochladen | Mühle Brieske                       | Brieske (Karte)                                     |                   | ehem. Briesker Mühle, genaue Lage unklar |                          |
| Direkt Bild zu diesem Denkmal hochladen | Mühle Biehlen                       | Biehlen (Karte)                                     |                   | ehem. Biehlener Mühle, genaue Lage unklar |                          |
|                                         | Setzmühle Naundorf                  | Naundorf bei Ruhland (Karte)                        |                   | ehem. Setzmühle Naundorf (Brandenburg), genaue Lage unklar (wüst) |                          |
| Weitere Bilder                          | Krügers Mühle                       | Schipkau, Pößnitzstraße 49 (Karte)                  | 1780              | ehem. Krügers Mühle an der Pößnitz |                          |
| Weitere Bilder                          | Pößnitzmühle Naundorf               | Naundorf bei Ruhland (Karte)                        |                   | ehem. Pößnitzmühle Naundorf an der Pößnitz, genaue Lage unklar (wüst), siehe | Wikidata-Objekt anzeigen |
| Weitere Bilder                          | Stadtmühle oder Raackmühle Ruhland  | Ruhland, Stadtmühle 4 (Karte)                       |                   | ehem. Raackmühle Ruhland (Brandenburg) |                          |
|                                         | Schlossmühle Lauchhammer            | Lauchhammer, Alter Markt 7 (Karte)                  | 1710              | ehem. Schlossmühle Lauchhammer als Teil von Schloss Mückenberg, Wassermühle seit 1860 außer Betrieb (Baudenkmal Brandenburg Id=09120396) |                          |
| Weitere Bilder                          | Elstermühle Plessa                  | Plessa, An der Elstermühle 7 (Karte)                |                   | ehem. Elstermühle Plessa, Schneide- und Getreidemühle, jetzt lauffähige Schauanlage mit Museum und kleinem Sägewerk (Baudenkmal Brandenburg Id=09135482) | Wikidata-Objekt anzeigen |
| Direkt Bild zu diesem Denkmal hochladen | Hammermühle Krauschütz              | Krauschütz (Karte)                                  |                   | ehem. Hammermühle Krauschütz, genaue Lage unklar (Brandenburg) |                          |
|                                         | Wassermühle Prieschka               | Prieschka (Karte)                                   |                   | ehem. Wassermühle Prieschka an der Alten Röder, bis 1991 in Betrieb, 2013 abgerissen (Brandenburg) | Wikidata-Objekt anzeigen |
| Direkt Bild zu diesem Denkmal hochladen | Walkmühle Bad Liebenwerda           | Bad Liebenwerda (Karte)                             |                   | ehem. Walkmühle Bad Liebenwerda (wüst), genaue Lage unklar (Brandenburg) |                          |
| Direkt Bild zu diesem Denkmal hochladen | Mühle Bad Liebenwerda               | Bad Liebenwerda (Karte)                             |                   | ehem. Mühle Bad Liebenwerda (wüst), genaue Lage unklar (Brandenburg) |                          |
|                                         | Neumühl Beutersitz                  | Beutersitz, Zinsdorfer Straße 4 (Karte)             |                   | ehem. Gutsmühle Neumühl, um 2000 abgerissen, jetzt Wasserkraftwerk (Brandenburg) |                          |
| Weitere Bilder                          | Stadtmühle Uebigau                  | Uebigau, Ringstraße 16 (Karte)                      |                   | ehem. Stadtmühle Uebigau am Neugraben, 1962 stillgelegt (Baudenkmal Brandenburg Id=09135582) | Wikidata-Objekt anzeigen |
| Direkt Bild zu diesem Denkmal hochladen | Mühle Neudeck                       | Neudeck, Dorfstraße 12-12a (Karte)                  |                   | ehem. Wassermühle Neudeck, später Motormühle; um 2022 nach Verfall abgerissen |                          |
|                                         | Elstermühle Postberga               | Postberga (Karte)                                   |                   | ehem. Elstermühle Postberga, abgerissen in den 1920er Jahren (wüst) (Brandenburg) | Wikidata-Objekt anzeigen |
|                                         | Elstermühle Altherzberg             | Alt Herzberg, Mühlstraße (Karte)                    |                   | ehem. Elstermühle Altherzberg, bis in die 1920er Jahre in Betrieb, 1963 abgerissen (wüst) (Brandenburg) | Wikidata-Objekt anzeigen |
| Direkt Bild zu diesem Denkmal hochladen | Elstermühle Grochwitz               | Grochwitz, An den Teichen 15b (Karte)               |                   | ehem. Elstermühle Grochwitz, bis 1992 in Betrieb (Brandenburg) | Wikidata-Objekt anzeigen |
| Direkt Bild zu diesem Denkmal hochladen | Elstermühle Arnsnesta               | Arnsnesta (Karte)                                   |                   | ehem. Elstermühle Arnsnesta, wegen der Elster-Regulierung in den 1850er Jahren abgerissen (wüst) (Brandenburg) | Wikidata-Objekt anzeigen |
| Direkt Bild zu diesem Denkmal hochladen | Elstermühle Löben                   | Löben (Karte)                                       |                   | ehem. Elstermühle Löben (wüst) (Sachsen-Anhalt) | Wikidata-Objekt anzeigen |
|                                         | Elstermühle Schweinitz              | Schweinitz, Stadtgut 6 (Karte)                      |                   | ehem. Elstermühle Schweinitz (Sachsen-Anhalt) | Wikidata-Objekt anzeigen |
| Direkt Bild zu diesem Denkmal hochladen | Elstermühle Jessen                  | Jessen (Elster) (Karte)                             |                   | ehem. Elstermühle Jessen (wüst) (Sachsen-Anhalt) | Wikidata-Objekt anzeigen |
|                                         | Elstermühle Gorsdorf                | Gorsdorf (Karte)                                    |                   | ehem. Elstermühle Gorsdorf, dem Rittergut gehörend, abgerissen (wüst) (Sachsen-Anhalt) | Wikidata-Objekt anzeigen |

## Liste von Mühlen am Ruhlander Schwarzwasser
Die Liste der ehemaligen Mühlen am Ruhlander Schwarzwasser und dessen Zuflüssen ist entsprechend der örtlichen Lage am Flusslauf von der Quelle zur Mündung gegliedert.
| Mühlen am Wasserstrich                  |                                  |                                          |                   | |                          |
| Direkt Bild zu diesem Denkmal hochladen | Mühle Neukirch                   | Neukirch, Schwepnitzer Straße 75 (Karte) |                   | ehem. Mühle Neukirch am Wasserstrich |                          |
|                                         | Mühle Gottschdorf                | Gottschdorf, Friedensstraße 9 (Karte)    |                   | ehem. Mühle Gottschdorf am Wasserstrich,genaue Lage unklar |                          |
| Direkt Bild zu diesem Denkmal hochladen | Wassermühle Grüngräbchen         | Grüngräbchen, Am Mühlgraben 6-8 (Karte)  |                   | ehem. Wassermühle Grüngräbchen am Wasserstrich, jetzt Kühne Mühle und Sägewerk Grüngräbchen |                          |
| Mühlen am Saleskbach                    |                                  |                                          |                   | |                          |
| Weitere Bilder                          | Hammerwerk Bernsdorf             | Bernsdorf, Eisenwerkstraße (Karte)       | 2. Hälfte 18. Jh. | ehem. Hammerwerk Bernsdorf am Schmelzteich; unter Denkmalschutz steht nur: Verwaltungsgebäude eines ehemaligen Gießerei- und Eisenwerkes; Verwaltungsgebäude war ursprünglich Herrenhaus eines alten Gutshofes, baugeschichtlich und ortsgeschichtlich von Bedeutung. | 09278784                 |
| Weitere Bilder                          | Neue Mühle Großgrabe             | Großgrabe, Forstweg (Karte)              |                   | ehem. Neue Mühle Großgrabe am Saleskbach |                          |
| Weitere Bilder                          | Forstmühle Großgrabe             | Großgrabe, Forstweg 9-9a (Karte)         |                   | ehem. Forstmühle Großgrabe am Saleskbach |                          |
| Weitere Bilder                          | Bollbuck Mühle Cosel             | Cosel, Ruhlander Straße 5 (Karte)        | 1. Hälfte 19. Jh. | ehem. Bollbuck Mühle Cosel am Saleskbach; Wohnmühlenhaus mit westlich angebautem Seitengebäude und nördlich angebautem Wasserbau sowie südliches Seitengebäude eines Mühlengehöftes; Wohnmühlenhaus Obergeschoss Fachwerk, gedrungener Baukörper mit Krüppelwalmdach, westlich angebautes Seitengebäude massiv, südliches Seitengebäude Fachwerkteil Abbruch, massiver Teil noch vorhanden, Seltenheitswert durch komplett erhaltene technische Anlage, baugeschichtlich, ortsgeschichtlich und technikgeschichtlich von Bedeutung. | 09228230                 |
| Weitere Bilder                          | Obermühle Guteborn               | Guteborn, Parkweg 8 (Karte)              |                   | ehem. Obermühle Guteborn am Mühlteich (Schlossteich) bei Ruhland (Baudenkmal Brandenburg Id=09120290) | Wikidata-Objekt anzeigen |
| Weitere Bilder                          | Untermühle Guteborn              | Guteborn, Hauptstraße (Karte)            |                   | ehem. Untermühle Guteborn am Dorfteich, genaue Lage unklar |                          |
| Mühlen am Ruhlander Schwarzwasser       |                                  |                                          |                   | |                          |
| Weitere Bilder                          | Wassermühle Sella                | Sella, Dresdner Straße 6 (Karte)         |                   | ehem. Wassermühle Sella (Gemeinde Grünewald), am Ruhländer Schwarzwasser |                          |
| Weitere Bilder                          | Neitschmühle Zeisholz            | Zeisholz, Neitschmühle 5 (Karte)         | 2. Hälfte 19. Jh. | ehem. Neitschmühle Zeisholz; Mühlenteil des Wohnmühlengebäudes mit technischer Ausstattung (u. a. Wasserrad); ohne weitere Gebäude und Anbauten, ortsgeschichtliche und technikgeschichtlich von Bedeutung. | 09303163                 |
|                                         | Mühle Jannowitz                  | Jannowitz (Karte)                        |                   | ehem. Mühle Jannowitz, genaue Lage unklar (Brandenburg) |                          |
| Weitere Bilder                          | Hoffmanns Mühle Arnsdorf         | Arnsdorf, Mühlenstraße 1 (Karte)         |                   | ehem. Hoffmannmühle Arnsdorf, 1959 stillgelegt (Brandenburg) |                          |
| Weitere Bilder                          | Hammermühle Arnsdorf             | Arnsdorf, Am Schwarzwasser (Karte)       |                   | ehem. Hammermühle Arnsdorf, durch Brand zerstört (Brandenburg) |                          |
| Weitere Bilder                          | Herschenzmühle Ruhland           | Ruhland, Herschenzmühle 1 (Karte)        |                   | ehem. Herschenzmühle Ruhland (Brandenburg) |                          |
| Weitere Bilder                          | Matzmühle oder Lodemühle Ruhland | Ruhland, Ortrander Str. 1 (Karte)        |                   | ehem. Matz- oder Lodemühle Ruhland (Brandenburg) |                          |

## Liste von Mühlen an der Kleinen Elster
Die Liste der ehemaligen Mühlen an der Kleinen Elster ist entsprechend der örtlichen Lage am Flusslauf von der Quelle zur Mündung gegliedert.

| Bild                                    | Bezeichnung                       | Lage                               | Datierung | Beschreibung | ID                       |
| --------------------------------------- | --------------------------------- | ---------------------------------- | --------- | --- | ------------------------ |
| Direkt Bild zu diesem Denkmal hochladen | Obermühle Lindthal                | Lindthal (Karte)                   |           | ehem. Obermühle Lindthal |                          |
| Direkt Bild zu diesem Denkmal hochladen | Tanneberger Mühle oder Buschmühle | Tanneberg (Karte)                  |           | ehem. Tanneberger Mühle, Mahl- und Schneidemühle |                          |
| Weitere Bilder                          | Wassermühle Pießig                | Pießig 29 (Karte)                  | um 1820   | ehem. Wassermühle Pießig, Mahl- und Sägemühle, Betrieb 1958 eingestellt, mit funktionstüchtiger technischer Ausrüstung (Baudenkmal Brandenburg Id=09135553)                                                                       | Wikidata-Objekt anzeigen |
|                                         | Wassermühle Frankena              | Frankena, Am Mühlenfließ 3 (Karte) |           | ehem. Wassermühle Frankena |                          |
| Direkt Bild zu diesem Denkmal hochladen | Mühle Lindena                     | Lindena (Karte)                    |           | ehem. Mühle Lindena, Öl- und Mahlmühle |                          |
| Direkt Bild zu diesem Denkmal hochladen | Hammermühle Lindena               | Lindena (Karte)                    |           | ehem. Hammermühle Lindena am Hammerteich Doberlug |                          |
| Direkt Bild zu diesem Denkmal hochladen | Mühle Maasdorf                    | Maasdorf (Karte)                   |           | ehem. Mühle Maasdorf, genaue Lage unklar (Brandenburg) |                          |
| Weitere Bilder                          | Elstermühle Wahrenbrück           | Wahrenbrück, Am Park 1 (Karte)     | 1850      | ehem. Mühle Wahrenbrück, Kloster- und Amtsmühle, 1320 Eisenhammer, von 1696 bis 1858 Papiermühle, danach Mahl- und Schrotmühle, bis um 1920 Antrieb mittels Wasserkraft, bis 1979 in Betrieb (Baudenkmal Brandenburg Id=09135498) | Wikidata-Objekt anzeigen |

## Liste von Mühlen an weiteren Zuflüssen der Schwarzen Elster
Die Liste der ehemaligen Mühlen ist entsprechend der örtlichen Lage am Flusslauf von der Quelle zur Mündung gegliedert.
| Mühlen am Langen Wasser                 |                            |                                                 |      | |                          |
|                                         | Schwarze Mühle Lückersdorf | Kamenz-Lückersdorf, Lückersdorfer Weg 2 (Karte) |      | ehem. Schwarze Mühle Lückersdorf am Langen Wasser |                          |
| Direkt Bild zu diesem Denkmal hochladen | Rote Mühle Kamenz          | Kamenz, Lückersdorfer Weg (Karte)               |      | ehem. Rote Mühle Kamenz am Langen Wasser |                          |
| Direkt Bild zu diesem Denkmal hochladen | Obermühle Kamenz           | Kamenz, Eselsburg 15 (Karte)                    |      | ehem. Obermühle Kamenz am Langen Wasser |                          |
| Direkt Bild zu diesem Denkmal hochladen | Herrenmühle Kamenz         | Kamenz, Herrental 9 (Karte)                     |      | ehem. Herrenmühle Kamenz am Langen Wasser, später Tuchfabrik Gebr. Noske & Co. |                          |
| Mühlen an der Jauer                     |                            |                                                 |      | |                          |
|                                         | Mühle Miltitz              | Miltitz, Kurze Straße (Karte)                   |      | ehem. Mühle Miltitz an der Jauer |                          |
| Direkt Bild zu diesem Denkmal hochladen | Obermühle Nebelschütz      | Nebelschütz (Karte)                             |      | ehem. Obermühle Nebelschütz an der Jauer (wüst), genaue Lage unklar |                          |
| Direkt Bild zu diesem Denkmal hochladen | Mühle Nebelschütz          | Nebelschütz, Mühlweg (Karte)                    |      | ehem. Mühle Nebelschütz an der Jauer, genaue Lage unklar |                          |
| Weitere Bilder                          | Sandmühle Nebelschütz      | Nebelschütz (Karte)                             |      | ehem. Sandmühle Nebelschütz an der Jauer | Wikidata-Objekt anzeigen |
| Mühlen am Schwosdorfer Wasser           |                            |                                                 |      | |                          |
| Weitere Bilder                          | Knorrmühle Brauna          | Brauna, Alte Liebenauer Straße 9 (Karte)        | 1759 | ehem. Knorrmühle Brauna am Schwosdorfer Wasser; Mühlengehöft mit Wohnmühlenhaus und zwei Torpfeilern, drei rückwärtigen Seitengebäuden sowie Teichständer am Mühlteich; Wohnmühlenhaus mit aufwendiger, erhaltener Putzgliederung (Gurtgesims, Pilaster, Eckrustizierung), Tür- und Fenstergewände aus Granit, z.T. Fensterbekrönung, Giebelseite mit Doppelbogenfenster und Okuli, über dem Eingang Müllerwappen, Seitengebäude mit einfachem Backsteinornament, Schneidemühle Fachwerk, mit Stallteil im Erdgeschoss, baugeschichtlich und ortsgeschichtlich von Bedeutung. | 09253419                 |
|                                         | Liebenauer Mühle           | Liebenau, Bernbrucher Straße 22 (Karte)         | 1831 | ehem. Liebenauer Mühle am Schwosdorfer Wasser; Wohnmühlenhaus und zwei Seitengebäude eines Mühlengehöfts einschl. der vorhandenen Technik sowie mehrere Mühlsteine; Wohnmühlenhaus Putzbau, Eingang Granitgewände mit Schlussstein, Krüppelwalmdach, baugeschichtlich, ortsgeschichtlich und technikgeschichtlich von Bedeutung. | 09253423                 |
|                                         | Mühle Bernbruch            | Bernbruch, Mühlstraße 21 (Karte)                |      | ehem. Mühle Bernbruch am Schwosdorfer Wasser |                          |
|                                         | Mühle Zschornau            | Zschornau, Am Mühlgraben 6a (Karte)             |      | ehem. Mühle Zschornau am Schwosdorfer Wasser, jetzt Wohnhaus |                          |

## Landkarten-Archiv
- Messtischblatt 418 Bischofswerda (1910) (abgerufen am 24. Juli 2025)
- Messtischblatt 393 Kamenz (1910) (abgerufen am 24. Juli 2025)
- Messtischblatt 392 Großenhain (1910) (abgerufen am 24. Juli 2025)